# Lemur vari
Vari černobílý (Varecia variegata), (někdy také zvaný lemur černobílý či lemur vari), dříve považovaný za jeden z poddruhů lemura vari, dnes jeden ze dvou druhů rodu vari (Varecia). Patří do řádu primátů, podřádu poloopice, konkrétně do čeledi denní lemuři (Lemuridae). Stejně jako ostatní lemuři, je vari černobílý endemitem ostrova Madagaskar. Obývá pralesy severovýchodního Madagaskaru. Živí se ovocem, listy stromů a kůrou. Samice je březí 99 dní, rodí 2 až 3 mláďata.

## Poddruhy
Jsou rozlišovány tři poddruhy:
- Vari černobílý (Varecia variegata variegata)
- Vari bělopásý /popř. vari páskovaný/[3] (Varecia variegata subcincta) – žije ze všech poddruhů nejseverněji, jeho areál výskytu je vymezen řekami Anova a Antainambalana, rodí zpravidla jedno až dvě mláďata. V přírodě je odhadováno přibližně 10 tisíc jedinců, přičemž za poslední tři generace (necelých třicet let) klesla populace o 80 %. Samice přichází do říje jen jednou do roka, a tak je i populace více náchylná.[4]
- Varecia variegata editorum

## Chování
Aktivní jsou přes den. Tvoří různě početné skupiny, které se v průběhu času mění (zvětšují i zmenšují). Zatímco někdy žijí v párech, většinou ve skupinách čítajících kolem 16 jedinců. Tento dynamický přístup souvisí s klimatickými podmínkami a možnostech zdrojů potravy (při malém množství potravy jsou skupiny menší).

## Ohrožení
Vari černobílý je ohrožen zejména ze dvou důvodů:
- ztráta přirozeného prostředí – kácení a vypalování lesů pro rozvoj lidských činností, zejména zemědělství a těžby
- lov – oblíbené maso místní kuchyně

## Chov v zoo
Poddruh vari černobílý (Varecia variegata variegata) patří k častým chovancům evropských zoo. Nachází se přibližně ve 180 zařízeních. Nejvíce je chován ve Francii a Spojeném království. V Česku je chován v devíti zoo:
- Zoo Brno
- Zoo Na Hrádečku
- Zoo Chleby
- Zoo Olomouc
- Zoo Ostrava
- Zoo Plzeň
- Zoo Ústí nad Labem
- Zoopark Zájezd
- Zoo Sedlec

Na Slovensku byl vari černobílý na počátku roku 2020 chován v Zoo Bojnice, Zoo Bratislava, Zoo Košice a dále v Malkia parku.
Vzácnější poddruh vari bělopásý (Varecia variegata subcincta) je chován v pouhých 22/24 evropských zoo a je pro něj veden evropský záchovný program (EEP), který koordinuje německá zoo v Kolíně nad Rýnem. V Česku se pak jedná o Zoo Plzeň (prvoodchov 2014) a Zoo Praha (prvoodchov 2018). V roce 2017 bylo v Evropě chováno 79 jedinců, na počátku léta 2018 již 88 zvířat. Všichni pocházejí ze dvou zakladatelských párů. Snahou je získat nepříbuzné jedince z Madagaskaru. Odchovy jsou mimořádné, podařily se jen v 11 zoo.

### Chov v Zoo Praha
V Zoo Praha je vari bělopásý chován od roku 2004. V roce 2018 v zoo žil pár Fanie (samice, v Praze od 2013) a Mandraka (samec, v Praze od 2005). Samice porodila již několik mláďat. První odchov se však podařil až v roce 2018 (tři mláďata). Na konci roku 2018 tak bylo chováno pět jedinců. Dvě mláďata se narodila v dubnu 2020.
V září 2020 byl tento druh k vidění v expozici mezi dolní stanicí lanovky a pavilonem goril. Dříve tuto expozici obývali kotuli veverovití.